# Akane-chan
Akane-chan (яп. あかねちゃん Аканэ-тян) — манга Тэцуи Тибы и снятый на её основе чёрно-белый аниме-сериал, выпущенный студией Toei Animation. Транслировался по телеканалу Fuji TV наряду с Oraa Guzura Dado с 6 апреля по 29 сентября 1968 года. Всего выпущено 26 серий аниме.
Изначально манга выходила под названием Miso Curds, но название было изменено при создании аниме. По мнению авторов The Anime Encyclopedia, по оригинальному замыслу манга должна была пробуждать ностальгию по далёкому беззаботному деревенскому детству в городских детях, во многом по духу соответствуя «Мой сосед Тоторо». Akane-chan также стала первой экранизированной работой Тэцуи Тибы.

## Сюжет
Аканэ, родом из горной деревни, переезжает в город и попадает в престижную школу. Там она быстро находит своё место и в неё даже влюбляется Хидэмаро, высокомерного мальчика из богатой семьи. С помощью своих новых друзей Аканэ решает свои повседневные проблемы.

## Роли озвучивали
- Минори Мацусима — Аканэ
- Тосия Огата — Отец
- Харуко Ядзима — Мать
- Нана Ямагути — Ханако
- Кадзуко Сугияма — Сакура
- Ёнэхико Китагава — Дедушка Сосукэ
- Кадзуэ Такахаси — Хидэмаро Китакодзи
- Косэй Томита — Председатель Китакодзи
- Миёко Асо — Директор
- Итиро Нагаи — Цуда-сэнсэй
- Осаму Итикава — Токугава-кун
- Сюн Ясиро — Коноэ-кун